# Cupole più grandi d'Italia
Lista delle cupole più grandi d'Italia. Non è presa in considerazione quella della Basilica di San Pietro in Vaticano in quanto non appartiene al territorio della repubblica italiana.
|     | Cupola                                                                  | Località         | Diametro                              | Anno                            | Immagine | Note |
| --- | ----------------------------------------------------------------------- | ---------------- | ------------------------------------- | ------------------------------- | -------- | --- |
| 1   | Modigliani Forum                                                        | Livorno          | 109 m                                 | 2004                            |          | Cupola in legno lamellare |
| 2   | Palazzetto dello Sport di Teramo                                        | Teramo           | 63 m asse maggiore 44,3 m asse minore | 1978                            |          | La più grande cupola a paraboloide ellittico in laterocemento mai realizzata nel mondo. Ingegnere Gianpiero Castellucci |
| 3   | Pantheon                                                                | Roma             | 43,5 m                                | 128                             |          | La più grande cupola di cemento non armato del mondo ancora esistente. Archetipo della costruzione della cupola occidentale odierna |
| 4   | Cupola del Brunelleschi                                                 | Firenze          | 42,05 m asse 45,52 m diagonale        | 1436                            |          | Architetto Filippo Brunelleschi; prima struttura a doppia cupola del Rinascimento, ha fissato gli standard per tutte le cupole rinascimentali e barocche; fino ad oggi la più grande cupola in mattoni e malta mai costruita. Misura 114 metri d'altezza                                                                                                  |
| 5   | Basilica reale pontificia di San Francesco di Paola                     | Napoli           | 34 m                                  | 1846                            |          | |
| 6   | Santuario di Oropa                                                      | Biella           | 33 m                                  | 1941                            |          | |
| 7   | Chiesa di San Carlo al Corso                                            | Milano           | 32,2 m                                | 1847                            |          | |
| 8   | Basilica dei Santi Pietro e Paolo                                       | Roma             | 32 m                                  | 1966                            |          | |
| 9   | Battistero di San Giovanni                                              | Pisa             | 30,49 m                               | 1390                            |          | Con la sua circonferenza di 107,24 metri e altezza di 54,86 metri, rappresenta il più grande battistero d'Italia. Iniziato nel 1152 la cupola venne ultimata solo nel XIV secolo. È costituito da due cupole concentriche, la minore, quella più interna, misura 10,09 metri.                                                                             |
| 10  | Duomo di Pavia                                                          | Pavia            | 30 m asse 34 m diagonale              | 1885 (cupola) 1933 (cattedrale) |          | Progetto attribuito a Giovanni Antonio Amadeo o al Bramante, con influenze leonardesche. Voltata, con varianti, da Carlo Maciachini con consulenza di Alessandro Antonelli. Unica, tra le maggiori cupole, a presentare una pianta ad ottagono irregolare a lati lunghi e corti alternati. Raggiunge un'altezza esterna di 97 m compreso il cupolino.     |
| 11  | Cappelle medicee                                                        | Firenze          | 28 m                                  | 1604                            |          | |
| 12  | Cattedrale di Santa Margherita                                          | Montefiascone    | 27 m                                  | 1670                            |          | |
| 13  | Tempio Canoviano                                                        | Possagno         | 27 m                                  | 1830                            |          | |
| 14  | Basilica di San Lorenzo                                                 | Milano           | 26,4 m                                | V secolo                        |          | |
| 15  | Battistero di San Giovanni                                              | Firenze          | 25 m                                  | XII secolo                      |          | |
| 16  | Basilica di Sant'Andrea                                                 | Mantova          | 25 m                                  | 1732                            |          | Alta 80 metri venne aggiunta al Tempio dell'Alberti da Filippo Juvarra nel 1732. |
| 17  | Basilica della Madonna dell'Umiltà                                      | Pistoia          | 25 m                                  | 1568                            |          | Di assoluta importanza architettonica, venne progettata da Ventura Vitoni e realizzata da Giorgio Vasari, alta 59 metri. |
| 18  | Santuario di Vicoforte                                                  | Vicoforte        | 24,80 m larghezza 37,15 m lunghezza   | 1732                            |          | La più grande cupola ellittica del mondo. Architetto Francesco Gallo. |
| 19  | Chiesa parrocchiale legata pontificia dei Santi Pietro e Paolo apostoli | Lonate Ceppino   | 24 m                                  | 1932                            |          | Architetto Ugo Zanchetta; realizzata dalla ditta Sommaruga di Milano, altezza di 12 m escluso cupolino, realizzata senza armatura impiegando 70.000 mattoni forati messi senza sosta con turni da tre operai per due mesi o più. L'architetto scrisse nel progetto che essa "echeggiava il Pantheon di Roma e la chiesa di San Carlo al Corso di Milano". |
| 20  | Battistero di San Giovanni                                              | Parma            | 23,25 m                               | 1270                            |          | La cupola presenta un'altezza interna di 30 metri. |
| 21  | Basilica di Superga                                                     | Torino           | 23 m                                  | 1731                            |          | |
| 22  | Basilica della Santa Casa                                               | Loreto           | 22 m                                  | 1500                            |          | Architetto Giuliano da Maiano, per il tamburo ottagonale, Giuliano da Sangallo per la calotta, voltata in soli nove mesi, dal settembre 1499 "alle ore XV del 23 maggio" del 1500. |
| 23  | Basilica di San Gaudenzio                                               | Novara           | 22 m                                  | 1887                            |          | Costruita dal celebre architetto Alessandro Antonelli misura un'altezza di 121 metri (con la statua 126 metri). |
| 24  | Chiesa di Santa Maria della Reggia                                      | Umbertide        | 22 m                                  | 1600                            |          | Presenta un'altezza complessiva di 40 metri |
| 25  | Chiesa di San Bernardo alle Terme                                       | Roma             | 22 m                                  | 1598                            |          | |
| 26  | Basilica di Santa Maria della Salute                                    | Venezia          | 21,55 m                               | 1687                            |          | Progettata da Baldassarre Longhena è la maggiore della città lagunare. |
| 27  | Cattedrale di Santa Maria Assunta                                       | Brescia          | 21 m                                  | 1825                            |          | Completata da Luigi Cagnola dopo un cantiere plurisecolare avviato nel Seicento. |
| 28  | Chiesa della Gran Madre di Dio                                          | Torino           | 21 m                                  | 1831                            |          | |
| 29  | Basilica della Natività di San Giovanni Battista                        | Lonato del Garda | 21 m                                  | 1780                            |          | Progettata dall'arch. Paolo Soratini |
| 30  | Battistero di Cremona                                                   | Cremona          | 20,5 m                                | 1370                            |          | |
| 31  | Chiesa di Santa Maria delle Grazie                                      | Milano           | 20 m                                  | 1497                            |          | |
| 32  | Chiesa di San Simeon Piccolo                                            | Venezia          | 20 m                                  | 1738                            |          | |
| 33  | Santuario di Maria Ausiliatrice                                         | Torino           | 19 m                                  | 1866                            |          | |
| 34  | Cattedrale di San Pietro Apostolo                                       | Cerignola        | 19 m                                  | 1934                            |          | |
| 35  | Duomo di Milano                                                         | Milano           | 18 m                                  | XV secolo                       |          | |
| 36  | Tempio maggiore israelitico di Firenze                                  | Firenze          | ~17 m                                 | 1882                            |          | La misura si riferisce al diametro esterno della cupola. |
| 37  | Chiesa di Santa Maria della Pace                                        | Brescia          | 17 m                                  | XVI-XIX secolo                  |          | |
| 38  | Chiesa di San Nicolò l'Arena                                            | Catania          | 16,50 m                               | 1780                            |          | La cupola ha un diametro esterno di 16,50 m ed interno di 13,75 m. L'altezza complessiva, comprensiva della lanterna, è di 66 metri. |
| 39  | Basilica di Sant'Andrea della Valle                                     | Roma             | 16 m                                  | 1608                            |          | Con i suoi 80 metri, è la più alta della capitale, dopo quella di San Pietro. |
| 40  | Duomo dell'Assunta                                                      | Como             | 16 m                                  | 1740                            |          | Architetto Filippo Juvarra, culmina a 75 metri d'altezza |
| 401 | Mausoleo della Bela Rosin                                               | Torino           | 16 m                                  | 1888                            |          | |
| 42  | Chiesa di San Lorenzo                                                   | Torino           | 15 m                                  | 1668-80                         |          | Costruita da Guarino Guarini, poggia su 4 archi nascosti all'interno della struttura. Complessivamente è alta 50 metri |
| 43  | Cattedrale di Santa Maria Assunta e Santa Giustina                      | Piacenza         | 14 m                                  | XIII secolo                     |          | È alta 35 metri all'intradosso rispetto al pavimento della Cattedrale. Il tiburio fu costruito ad opera di Rainaldo Santo da Sambuceto (1233). Fu affrescata nel 1625-27 dal Morazzone (pittore) e dal Guercino. |